# Adenomus
Adenomus és un gènere d'amfibis de la família dels bufònids amb només tres espècies endèmiques de Sri Lanka.

## Taxonomia
- Adenomus dasi (Manamendra-Arachchi & Pethiyagoda, 1998)
- Adenomus kandianus (Günther, 1872)
- Adenomus kelaartii (Günther, 1858)